# 2001 UP18
2001 UP18, também escrito como 2001 UP18, é um objeto transnetuniano (TNO) que está localizado no cinturão de Kuiper, uma região do Sistema Solar. Ele é classificado como um twotino, pois, o mesmo está em uma ressonância orbital de 1:2 com o planeta Netuno. O mesmo possui uma magnitude absoluta de 5,9 e tem um diâmetro com cerca de 291 km. O astrônomo Mike Brown lista este corpo celeste em sua página na internet como um candidato a possível planeta anão.

## Descoberta
2001 UP18 foi descoberto no dia 19 de outubro de 2001 pelo astrônomo Marc W. Buie.

## Órbita
A órbita de 2001 UP18 tem uma excentricidade de 0,078 e possui um semieixo maior de 47,663 UA. O seu periélio leva o mesmo a uma distância de 43,939 UA em relação ao Sol e seu afélio a 51,386 UA.